# Walter Nies
Walter Nies (* 9. November 1918 in Lippstadt; † 15. Januar 2008 ebenda) war ein deutscher Fotograf, Reporter, Dokumentar und baute als freier Mitarbeiter die Film- und Bildstelle der Stadt Lippstadt auf.

## Leben und Wirken

### Kindheit
Walter Nies wurde als Sohn des Brauereibesitzers Hermann Wilhelm Dietrich Nies (1857–1942) und seiner Frau Irmgard geboren. Neben dem Großvater Dietrich Nies (1857–1942), der die Brauerei Nies-Weißenburg betrieb, waren die Mitglieder der Familie seit dem frühen 19. Jahrhundert Mitglieder im Gemeinderat und der Stadtverordnetenversammlung der Stadt Lippstadt.
Er war durch den Einfluss seines Großvaters Dietrich geprägt. Dietrich Nies war ein sparsamer, aber nicht geiziger Mensch, jedoch strikt gegen alle Ausgaben, denen kein bleibender Wert entgegenstand. Das führte dazu, dass er seinem Enkel Walter weder einen Führerschein noch ein Auto gestattete. Jedoch förderte er mit einer nachhaltigen Investition das Talent seines Enkels, indem er ihm Mitte der 1930er Jahre seine erste Leica-Kamera schenkte.

### Schulbildung
Nach der Grundschule war Walter Nies zunächst Schüler des Ostendorf-Gymnasiums, beendete die Schule jedoch später, nachdem er wegen einer Herzerkrankung ein Jahr aussetzen musste, mit der Mittleren Reife an einer Höheren Handelsschule. Aufgrund seiner Begeisterung für Elektro und Technik wollte Nies eigentlich Ingenieur werden. Er fand sich jedoch damit ab, dass es ohne Abitur keine Möglichkeit gab, diesen Beruf einmal auszuüben, und absolvierte so auf Wunsch seiner Mutter Irmgard eine Ausbildung in der Beamtenbank in Lippstadt. Dort begann er mit der Erlaubnis seines Lehrmeisters mit der Fotografie und nahm auch während der Arbeitszeit verschiedene Möglichkeiten wahr, sein Können unter Beweis zu stellen.
Sein Interesse für alles Technische führte dazu, dass er nach seiner Lehre weiter in der Bank arbeitete, jedoch während der Arbeit hauptsächlich die Buchungsmaschine reparierte. Da er aus gesundheitlichen Gründen vom Wehrdienst freigestellt wurde, konnte er sich voll und ganz der Fotografie widmen.

### Tätigkeit für die Hitlerjugend
Durch die Freundschaft mit Paul Brause, dem damaligen Stabsleiter (verst. 1983), gelangte Nies an eine Anstellung bei der Hitlerjugend (Gau-Westfalen-Süd) und fotografierte für deren Bildstelle. Nies’ fotografische Produktionen wurden bald darauf von „Reichsjugendführer“ Baldur von Schirach wahrgenommen, der Nies eine Anstellung in Berlin anbot, die Nies ablehnte. Von 1942 bis 1945 arbeitete Walter Nies bei der Bann-Bildstelle der Hitlerjugend in Lippstadt und ab 1943 auch für die Hitlerjugend Westfalen-Süd in Bochum.
Obwohl die Familie Nies evangelisch war und Walter Nies christlich erzogen wurde, sah er sich als konfessionslos, aber nicht als atheistisch. Auch die Mitgliedschaft in der Hitlerjugend und der NSDAP brachte ihn nicht dazu, sich als politisch vereinnahmt zu betrachten.

### Gründung der Arbeitsgruppe der Lippstädter Schmalfilmer
Ab 1942 beteiligte Nies sich an den Zusammenschlüssen der Lippstädter Amateurfotografen wie auch der Schmalfilmamateure der reichsweiten Verbände. Die Amateure gründeten am 1. März 1942 unter der Leitung des Lippstädter Filmemachers Heinrich Hecht eine Arbeitsgruppe der Lippstädter Schmalfilmer im Bund Deutscher Filmamateure. Ein bekannter Film von 1942 über den Ernteeinsatz der Jugend ist erhalten geblieben. Walter Nies sah sich vor allem als Filmer und Fotograf und nicht als Parteigänger; seine Pateitätigkeiten standen für ihn nicht im Vordergrund.

## Weitere Tätigkeiten
Neben der Fotografie schrieb Nies auch Beiträge für Zeitungen, die in einer Dortmunder Druckerei gedruckt wurden, und arbeitete für den guten Zweck auch unentgeltlich. Er lernte im Laufe seiner Tätigkeit als Fotograf den Pfarrer Paul Kewitsch kennen und fotografierte ohne Bezahlung für Christliche Hilfsorganisation, um das Leid der Flüchtlinge und die Ereignisse zu dokumentieren. Durch den Kontakt zu Kewitsch gelangte Nies unter anderem an Film- und Fotomaterial aus der Schweiz, das in Deutschland zur damaligen Zeit nicht verfügbar war.
Seine größte Leidenschaft innerhalb der Fotografie war das Portraitieren von Menschen in verschiedensten Situationen und Gefühlslagen. Mit der Landschaftsfotografie beschäftigte er sich eher weniger.

## Arbeit nach dem Krieg
Nies arbeitete nach dem Krieg zunächst mit dem Fotografen Wilhelm Miesler aus Erwitte zusammen und übte von 1947 bis 1952 eine Tätigkeit als freiberuflicher Bildjournalist bei verschiedenen Zeitungen, Zeitschriften und Presseagenturen aus. Mitte 1950 kam er mit dem kanadischen Staatsfernsehen in Kontakt und bekam den Auftrag der filmischen Dokumentation von aktuellen Themen in Europa. Er wurde Sonderkorrespondent in verschiedenen europäischen Ländern, vor allem in Wien und Ungarn. Ihm fehlten die Englischkenntnisse, daher stand ihm Charles Wassermann (Sohn von Romanciers Wassermann) als Übersetzer zur Verfügung. Da er als deutscher Journalist auch mit seinem Filmmaterial frei ausreisen durfte, schmuggelten die beiden unter einer Decke zwei Kinder eines Arztes nach Wien zu ihrer Mutter.
Er arbeitete unter anderem auch für die dpa, den BBC, den CBS. Aufgrund der fehlenden Ausbildung zum Fotografen oder Filmer erhielt er keine Anstellung beim deutschen Fernsehen.
Walter Nies arbeitete bis in die 1960er Jahre bei verschiedenen Fernsehanstalten und kehrte danach nach Lippstadt zurück. Dort baute er ab 1967 als freier Mitarbeiter die Film- und Bildstelle der Stadt Lippstadt auf. Von 1974 bis 1979 produzierte er unter anderem Jahresschauen für Lippstadt und verfasste die Texte dazu selbst. Seine öffentlich präsentierten Jahresschauen stießen in der Lippstädter Bevölkerung auf großes Interesse.
Nies fotografierte und filmte alles, was sich in Lippstadt ereignete, und wurde später auf Anordnung des Stadtdirektors Herhaus zu allen wichtigen Gelegenheiten benachrichtigt, um wichtige Ereignisse bildlich zu dokumentieren. Im Jahr 1980 schied er nach 13 Jahren aus gesundheitlichen Gründen aus seiner Tätigkeit aus und wurde von der Bürgermeisterin Christ und Stadtdirektor Herhaus verabschiedet.
Walter Nies vermachte dem Stadtarchiv Lippstadt seinen Fotobestand von 50.000 Fotonegativen. Der Foto- und Filmbestand im Stadtarchiv stellt eine einzigartige bildliche Überlieferung dar. Dazu erstellte Walter Nies selbst von 1982 bis 1984 umfangreiche Findbücher.